# Ханс Богатия фон Геминген
Ханс Богатия фон Геминген (на немски: Hans 'der Reiche' von Gemmingen; * ок. 1394/ок. 1410; † 19 ноември 1490) е благородник от стария алемански рицарски род Геминген в Крайхгау в Баден-Вюртемберг, господар в Геминген, Гутенберг и във Фюрфелд (част от Бад Рапенау), маршал на Курпфалц и от 1468 до 1480 г. председател на дворцовия съд Хайделберг, основател на II. линия Геминген-Гутенберг. Той купува през 1449 г. замък Бург Гутенберг.
Той е син на Дитрих IV фон Геминген († 1414) и втората му съпруга Елз фон Франкенщайн, дъщеря на Конрад III фон Франкенщайн († сл. 1397) и Ида фон Бикенбах († сл. 1370). Полубрат е на Дитер V († пр. 1428), основател на I. линия (Щайнег), и на Конрад († 1463).
Ханс с успех увеличава наследствената и купената си собственост и има право да го наричат Богатия.
На 2 декември 1449 г. епископът на Вюрцбург Готфрид IV Шенк фон Лимпург удостоверява, че Ханс е опекун на синовете на починалия Конрад IX фон Вайнсберг († 1448) и че е купил намиращите се над Некар замък Гутенберг със селата към него за 6 000 гулден. С тази покупка на новата фамилна резиденция Ханс фон Геминген става основател на линията Геминген-Гутенберг. Замъкът и днес е собственост на фамилията.
Ханс Богатия е дълги години на служба като „амтсман“ в Курпфалц. Той е през 1446/47 г. един от най-влиятелните мъже при курфюрста. През 1465 г. той увеличава своята част в замъка и селото Гутенберг, и увеличава своята част нв замък и село Хайлброн. През 1473 г. подарява със сестра си Метца поклонническата капела в Отилиенберг при Епинген. Той е назначен за дворцов съдия и от 1468 до 1480 г. е председател на дворцовия съд в Хайделберг, въпреки че не е следвал. През 1481/83 г. той е още веднъж „амтман“ във Вайнсберг в Пфалц.
Ханс Богатия фон Геминген умира на ок. 96 (80) години на 19 ноември 1490 г. и е погребан в Геминген или вероятно в манастир Маулброн. Двамата кметове на имперския град Хайлброн присъстват на погребението му.

## Фамилия
Ханс Богатия фон Геминген се жени за Катарина Ландшад фон Щайнах († сл. 1446), наследничка, дъщеря на Дитрих II Ландшад фон Щайнах († 1439) и Катарина/Ирмгард (Берта) Кемерер фон Вормс († 1440). Катарина донася 24 000 гулден в брака. Катарина донася 24 000 гулден в брака. Те имат децата:
- Дитер († 1467), женен за Анна фон Фенинген, дъщеря на Дитрих фон Фенинген и Маргарета фон Хандшухсхайм
- Ханс († 1463), каноник във Вимпфен
- Филип, 1504 бургман в Опенхайм, женен за Анна фон Хатцфелд
- Елизабет, омъжена за Лоренц фон Ерлах
- Кристина, омъжена за фон Мюнхинген
- Катарина, монахиня в Майнц
- Плайкард фон Геминген (* ок. 1440, Фюрфелд; † 21 октомври 1515, Геминген), женен пр. 14 септември 1477 или 1478 г. за Анна Кемерер фон Вормс-Далберг (* 1458; † 8 ноември 1503, Геминген, погребана в Опенхайм)